# 4776 Luyi
4776 Luyi eller 1975 VD är en asteroid i huvudbältet som upptäcktes den 3 november 1975 av Harvard College Observatory. Den är uppkallad efter den kinesiska staden Luyi.
Asteroiden har en diameter på ungefär 3 kilometer.